# Dorylaea archershee
Dorylaea archershee är en kackerlacksart som beskrevs av Fernando 1961. Dorylaea archershee ingår i släktet Dorylaea och familjen storkackerlackor.
Artens utbredningsområde är Sri Lanka. Inga underarter finns listade i Catalogue of Life.